# Остениекс, Гиртс
Гиртс Остениекс (латыш. Ģirts Ostenieks; 1968 — 28 октября 2001 года, Сигулда) — латвийский скелетонист. Карьеру начал в 1998 году. В 2000 году на чемпионате Латвии занял третье место. Участвовал в Чемпионате мира.
Гиртс Остениекс погиб на санно-бобслейной трассе в Сигулде, в тренировочном заезде столкнувшись с пустым бобом российской команды. В итоге полозья боба пробили шлем спортсмена, повредив шейные позвонки и основание черепа. Остениекс скончался на месте происшествия.